# Flora Svecica
Flora Svecica (с лат. — «Шведская флора») — научная работа шведского натуралиста Карла Линнея (1707—1778). Представляет собой обзор растительного мира Швеции и является первой для этого государства «флорой» в современном понимании этого термина. Сведения о растениях в книге сгруппированы в соответствии с половой системой классификации, основанной на строении генеративных органов и разработанной самим автором, при этом «Шведская флора» имеет одновременно черты определителя, поскольку названия подразделений системы вынесены в верхние колонтитулы страниц.
Flora Svecica является в некотором смысле продолжением работы Линнея Flora Lapponica (1737). Впервые работа была опубликована в Стокгольме в 1745 году на латинском языке; второе издание было опубликовано в Стокгольме в 1755 году, число описываемых видов в нём увеличилось, при этом для каждого вида было указано, в отличие от первого издания, биноминальное название.

## История написания и публикации
Публикация книги относится к периоду жизни Линнея, когда он возглавлял кафедру ботаники в Уппсальском университете, преподавал ботанику, теоретическую медицину и естественную историю, руководил университетским ботаническим садом (сейчас — Сад Линнея). По мнению Евгения Боброва, биографа Линнея, это был период его «совершенно удивительной» научной продуктивности: книги выходили из печати практически каждый год, при этом каждую из них можно было назвать значительной, потребовавшей многих лет подготовки.
В 1737 году Линней издал первую работу, посвящённую флоре его родной страны, — Flora Lapponica (с лат. — «Лапландская флора»); книга была написана Линнеем на основе результатов его одиночной Лапландской экспедиции 1732 года, представляла собой обзор растительного мира Лапландии и содержала описание 534 видов растений и грибов. Издание в 1745 году работы Flora Svecica стало продолжением изучения Линнеем этой темы, при этом принципы расположения материала в новой работе в значительной степени повторяли принципы, которые были впервые использованы им в «Лапландской флоре»: для каждого вида приводились диагностические признаки, синонимия, народные названия, заметки о местах обитания, сведения о народных названиях, свойствах и использовании. Линней о своём новом сочинении писал (в третьем лице), что оно «точно учит нас тому, что именно растёт в нашей стране и чего мы не знали прежде. Но чтобы показать это, Линней должен был пройти по большинству провинций в королевстве, пробираться через бездорожную Лапландию и с невероятным трудом карабкаться в охоте за растениями».
Полное название первого издания работы (1745) — Flora svecica [suecica] exhibens plantas per regnum Sveciae crescentes, systematice cum differentiis specierum synonymis autorum nominibus incolarum solo locorum usu pharmacopaeorum (с лат. — «Шведская флора, содержащая растения, в королевстве Швеции произрастающие, систематически [перечисленные] с видовыми названиями, местообитаниями и фармацевтическим использованием»). Посвящена книга Карлу Юлленборгу (1679—1746) — известному в то время шведскому государственному деятелю, дипломату и меценату.

## Содержание

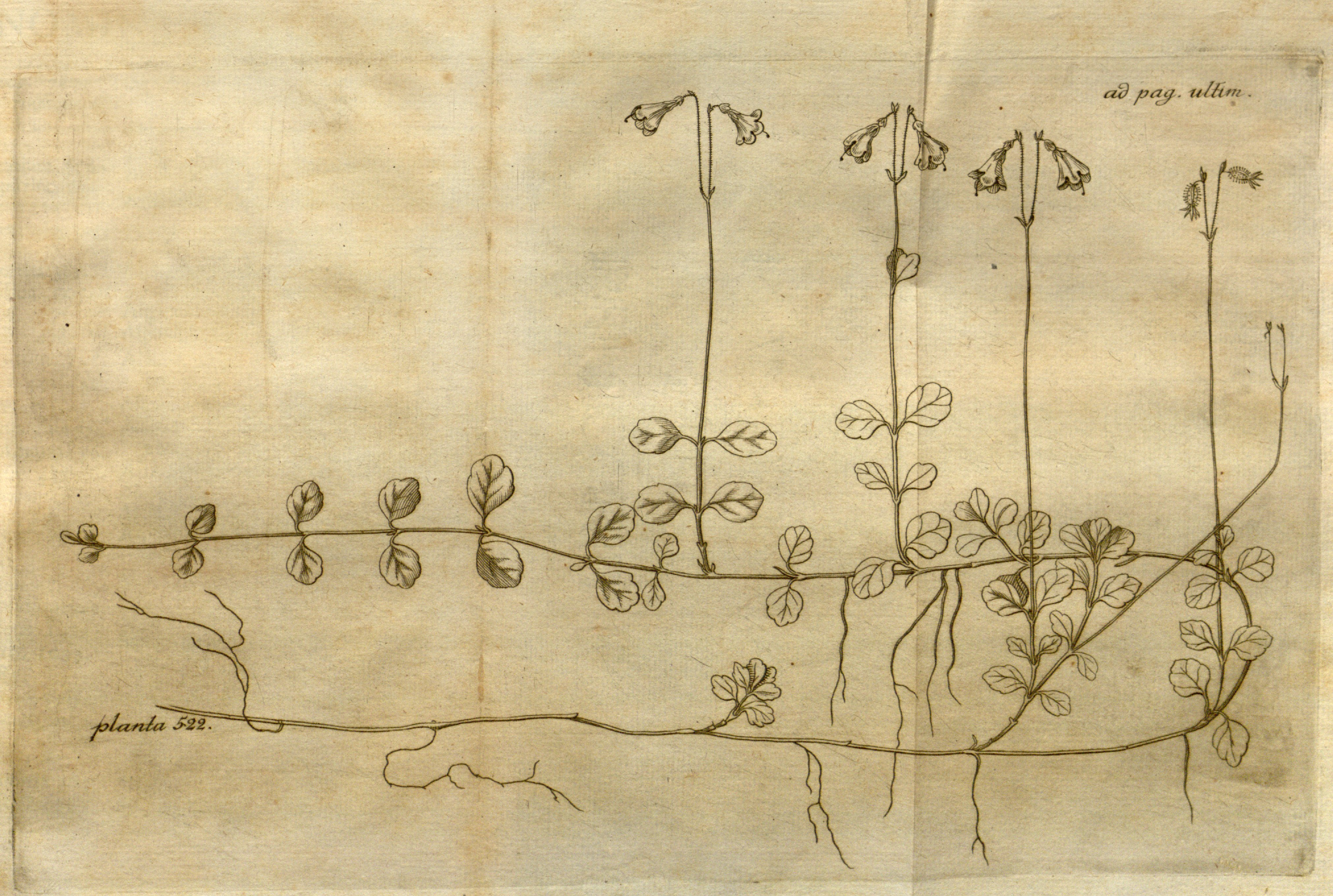
Ботаническая иллюстрация из первого издания Flora Svecica. Указание на рисунке planta 522 отсылает к 522-му описанию в этой работе, содержащему сведения о любимом растении Карла Линнея, именуемом в тексте Linnaea floribus geminatis (современное название — Linnaea borealis, линнея северная)

В предисловии Линней перечисляет и характеризует основные для растительности Швеции местообитания: альпийский пояс, леса, луга, морские побережья, озёра и реки, болота, а также сорные места и культурные земли, при этом для каждого из этих местообитаний приведены наиболее часто встречающиеся растения. Далее описаны 1140 видов растений, в том числе около 860 цветковых и высших споровых (при этом Линней отметил, что он не посчитал нужным включить в книгу некоторые из тех растений, которые «только в одном месте были наблюдаемы»). Описания видов унифицированы: сначала указаны видовые названия, синонимы с приведением источников и местные названия, затем охарактеризованы места произрастания и даны сведения о распространении вида в Швеции; иногда рассмотрены морфологические особенности; в конце приведены сведения о медицинском и хозяйственном использовании растений этого вида. Видовые названия в своём большинстве диагностические, но многие из них, по сравнению с другими работами, были в «Шведской флоре» упрощены.
В конце книги приведены три алфавитных списка: названия растений на латинском языке (Nomina botanica — «ботанические названия»), на шведском языке (Nomina svecica — «шведские названия») и фармацевтические названия растений, используемых в аптечном деле (Pharmacopoeorum Plants Officinales. Örter som på Apothequen brukas).
Помимо сведений о растениях, в книге приведён список работ по флоре Швеции (Opera Botanica Svecorum — «Шведские ботанические труды»), охватывающий период с 1621 года, когда в Уппсале была опубликована книга Юханнеса Кеснекоферуса De Plantis (с лат. — «О растениях»), ставшая первой оригинальной работой по ботанике в Швеции, — по 1744 год.

## Издания

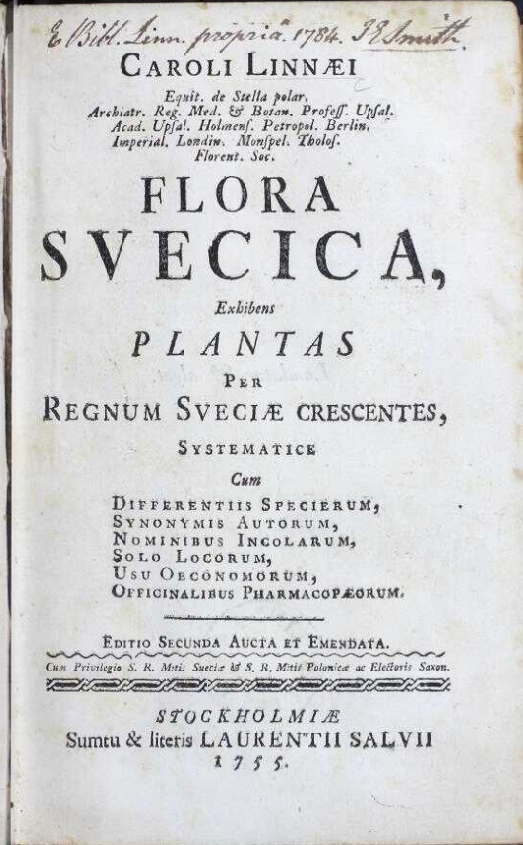
Титульный лист второго издания Flora Svecica (1755). Книга из коллекции Линнея, хранящейся в Лондонском Линнеевском обществе. Вверху листа видна надпись Ex libris Linn. propria. 1784. J. E. Smith («Из собственной библиотеки Карла Линнея. 1784. Дж. Э. Смит»)

Вышло два издания. Первое было осуществлено форматом ин-октаво в Стокгольме и Лейдене в 1745 году: летом работа была опубликована в Стокгольме, в том же году (немного позже) она вышла в Лейдене:
- Caroli Linnaei. Flora svecica [suecica] exhibens plantas per regnum Sveciae crescentes, systematice cum differentiis specierum synonymis autorum nominibus incolarum solo locorum usu pharmacopaeorum :  [лат.]. — Stockholmiae : Sumtu & literis Laurentii Salvii, 1745. — OCLC 475539165.
- Caroli Linnaei. Flora svecica… :  [лат.]. — Lugduni batavorum : Apud Conradum Wishoff & Georg. Jac. Wishoff fil. Com., 1745. — OCLC 81898465.

Второе издание («дополненное и исправленное») вышло форматом ин-октаво в Стокгольме в 1755 году:
- Caroli Linnaei. Flora Suecica exhibens plantas per regnum Sueciae crescentes, systematice cum differentiis specierum, synonymis autorum, nominibus incolarum, solo locorum, usu oeconomorum, officinalibus pharmacopaeorum :  [лат.]. — Editio secunda aucta et emendata…. — Stockholmiae : Sumtu & literis Laurentii Salvii, 1755. — OCLC 475199026.

Главным отличием второго издания стало последовательное использование для всех описываемых видов биноминальной номенклатуры. Кроме того, второе издание охватывало большее число видов — 1297, а в его названии, помимо упоминания фармацевтического использования растений (usu pharmacopaeorum), появилась также фраза про их хозяйственное (экономическое) использование (usu oeconomorum).

## Значение
Книга Линнея стала для Швеции первой «флорой» в современном понимании этого термина — и оставалась единственной до 1824 года, когда начала печататься двухтомная Flora Svecica Йёрана Валенберга (также на латинском языке; на шведском же языке издания с описанием флоры Швеции стали появляться только в конце XIX века).
В «Шведской флоре», как и в «Лапландской флоре», Линней продолжил деятельность по реформированию диагностических видовых названий с целью, как он написал в предисловии, сделать их «более ясными и более лёгкими».
Линней стал одним из первых, кто начал заниматься так называемым генетическим анализом флоры, выделяя в общем объёме растущих на исследуемой территории растений виды, имеющие общее географическое происхождение. В Flora Svecica Линней отметил те растения, которые для Швеции не были родными, то есть, в современных терминах, разделил растения на аборигенные и адвентивные (заносные); последние он разделил по их происхождению на три группы: русские, английские и германские. Из тех растений, которые были для Швеции родными, Линней выделял «собственно шведские» — которые были в этой стране широко распространены, а за её пределами почти не встречались.
Ботаник Бобров в своей книге о Линнее (1970) отмечал, что сведения о растениях, имеющиеся в этой работе, по своей структуре практически не отличаются от таковых в современных изданиях по региональной флоре.

## Комментарии
1. ↑  Второе слово в названии сочинения в одних источниках начинается со строчной буквы[1], в других — с заглавной[2].
2. ↑  Более полный перевод названия книги — «Флора Швеции, в которой представлены растения, произрастающие в королевстве Швеции, систематизированные с указанием видовых названий, синонимов, местообитаний и использования в фармацевтике».